# Сударевић
Сударевић (такође и Сударовић, Судар, Сударев) је презиме уобичајено код Буњеваца. По први пут абележено је у Суботици 1686. г.
Међу мање-више познатим носиоцима овог презимена јављају се:
- Гаја Сударевић, аустријски граничарски заставник у Чуругу, којем су, као и жени му (Шимлени) и сину им (Илији), 1. марта 1751. г. у Бечу уручени угарски племићки лист и грбовница. Племство је проглашено у Бачкој жупанији 1752. г.[2]
- Марко Сударовић и Врање Сударевић, који су, између осталих, у Суботици 2. маја 1896. г. потписали петицију за право народног језика у школи и општини, коју су Иван Малагурски, Калор Ђукић и њихови сарадници проследили у Будимпешту тадашњем министру просвете Влашићу.[3]